# ملكة جمال الدولية 1990
ملكة جمال العالم 1990 ، هي الذكرى الثلاثين لمسابقة ملكة جمال الدولية في تاريخ مسابقة ملكة جمال الدولية منذ انطلاقتها عام 1960، عقدت المسابقة في 16 سبتمبر 1990 في موقع معرض الزهور في أوساكا. استضاف المسابقة ماسومي أوكادا وفازت سيلفيا دي إستيبان نيوبو من إسبانيا بالمسابقة.

## النتائج

### المراكز النهائية
| النتائج النهائية       | المتنافسة |
| ---------------------- | --- |
| ملكة جمال الدولية 1990 | - إسبانيا - سيلفيا دي إستيبان نيوبو |
| الوصيفة الأولى         | - تشيكوسلوفاكيا - إنغريد أوندروفيتشوفا |
| الوصيفة الثانية        | - هاواي - نادين أتانجان تانيجا |
| الوصيفة الثالثة        | - الاتحاد السوفيتي - ايرين فاسيلينكو |
| الوصيفة الرابعة        | - فنزويلا - فانيسا كريستينا هولير نويل |
| نصف النهائي            | - الأرجنتين - فانيسا ميرنا رازور أويولا - بلجيكا - كاتيا ألينس - بوليفيا - جيسيل غريمينغر - فنلندا - آنو يلي مينبا - إسرائيل - رافيت ليشتنبرغ - اليابان - هيروكو اونيشي - النرويج - هان ثورسدالين - بولندا - إيفا ماريا سيمشاك - السويد - مونيكا هالينا أندريسون - الولايات المتحدة - شونا ليا بومان |

## الروابط الخارجية
- موقع ملكة جمال الدولية الرسمي